# Alexandre Winocq
Pas d'image ? Cliquez ici
Alexandre Winocq est un copilote français de rallye-raid né en mai 1972. 

## Biographie
En 2021, il ne devait pas prendre le départ du rallye Dakar, mais appelé à la rescousse par le pilote espagnol Nani Roma après la positivité au Covid-19 de son copilote Daniel Oliveras Carreras.
Alex Winocq est garagiste à Bort-les-Orgues en Corrèze.
En novembre 2024, il fait partie des quatre amis avec Antonia de Roissard, Éric Vigouroux (son ancien pilote) et Maarten van Pel en allusion à la voiture, qui s’apprête à traverser l'Afrique en volant d'une petite voiture électrique (Citroën Ami) sur une périple de 14 000 km,.

## Palmarès

### Résultats au Paris-Dakar
| Année | Catégorie | Constructeur                 | Position          | Victoires d'étape | Pilote             |
| ----- | --------- | ---------------------------- | ----------------- | ----------------- | ------------------ |
| 2003  | Auto      | Chevrolet Protruck Silverado | 14e               | -                 | Éric Vigouroux     |
| 2004  | Auto      | Chevrolet Protruck Silverado | 26e               | -                 | Éric Vigouroux     |
| 2005  | Auto      | Chevrolet Protruck Silverado | 51e               | -                 | Éric Vigouroux     |
| 2006  | Auto      | Chevrolet Protruck Silverado | 13e               | -                 | Éric Vigouroux     |
| 2007  | Auto      | Chevrolet Protruck Silverado | Abd. (9éme étape) | -                 | Éric Vigouroux     |
| 2009  | Auto      | Hummer H3                    | 13e               | -                 | Éric Vigouroux     |
| 2013  | Auto      | Nissan Buggy Juke            | 23e               | -                 | Régis Delahaye     |
| 2014  | Auto      | Chevrolet Colorado           | Abd. (Étape 4)    | -                 | Guerlain Chicherit |
| 2015  | Auto      | Buggy                        | 45e               | -                 | Guerlain Chicherit |
| 2016  | Auto      | Buggy                        | Abd. (Étape 12)   | -                 | Guerlain Chicherit |
| 2020  | Auto      | RD Limited DXX               | Abd. (Étape 1)    | -                 | Romain Dumas       |
| 2021  | Auto      | Prodrive Hunter              | 5e                | -                 | Nani Roma          |
| 2022  | Auto      | Buggy                        | Abd. (Étape 12)   | -                 | Guerlain Chicherit |
| 2023  | Auto      | Prodrive                     | 10e               | 2                 | Guerlain Chicherit |
| 2024  | Auto      | Toyota                       | 4e                | 2                 | Guerlain Chicherit |
| 2025  | Auto      | Mini                         | Abd. (Étape 7)    | -                 | Guerlain Chicherit |

### Autres
en auto
- Rallye du Maroc 2012 : vainqueur en tant que copilote d'Éric Vigouroux
- Rallye de la Route de la Soie 2021 : vainqueur en tant que copilote de Guerlain Chicherit
- Rallye du Maroc 2022 : vainqueur en tant que copilote de Guerlain Chicherit